# Holmsbu
Holmsbu ist ein dichtbebautes Gebiet (Tettsted) in der norwegischen Kommune Asker im Fylke Akershus. Der Ort mit weniger als 300 Einwohnern ist ein beliebter Ferienort am äußeren Drammensfjord und war in der ersten Hälfte des 20. Jahrhunderts Standort einer Künstlerkolonie. Werke dieser Künstler sind im 1973 errichteten Museum Holmsbu Billedgalleri ausgestellt, aber auch in der Holmsbu kirke aus dem Jahr 1887 anzutreffen, die von Henrik Sørensen und seinen Künstlerfreunden reich dekoriert wurde.
In Holmsbo – wie es damals genannt wurde – wurde schon im Mittelalter Salz gesiedet und mit Holz gehandelt. 1847 erhielt Holmsbu offiziell den Status einer Ladested, also das Stadtrecht mit (eingeschränkten) Handelsprivilegien. Wegen der Kleinheit des Ortes wurde er nicht zu einer eigenen Gemeinde erhoben, sondern blieb Bestandteil der Herredskommune Hurum. Gemeinsam mit Hurum wurde Holmsbu am 1. Januar 2020 nach Asker eingemeindet.

## Geografie

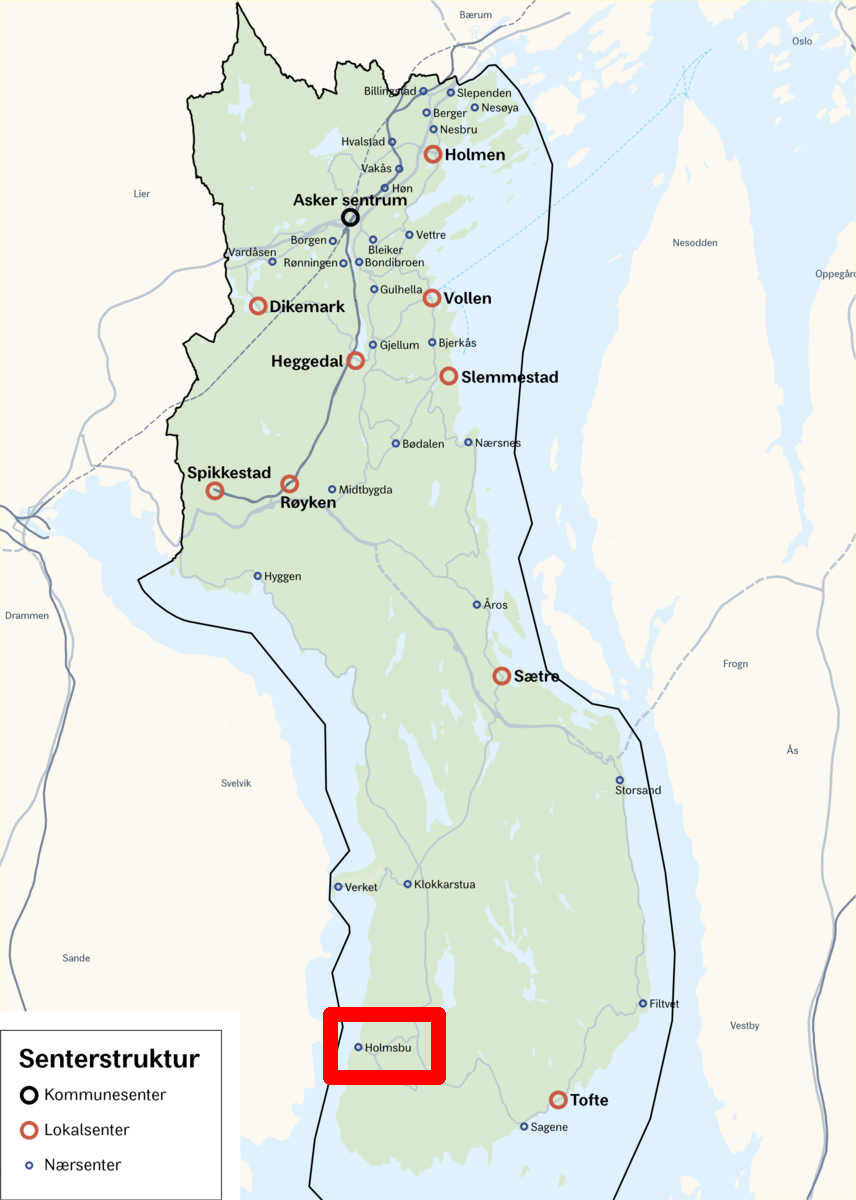
Karte der Kommune Asker mit Markierung des Orts Holmsbu

Holmsbu liegt an der Südwestecke des Hurumlandet, einer von Drammensfjord und Oslofjord begrenzten Halbinsel. Sætre (6.000 Einwohner), Verwaltungssitz der früheren Gemeinde Hurum, und Filtvet (500 Einwohner) liegen jeweils etwa 18 km weiter östlich; nach Oslo im Nordosten sind es 60 Straßenkilometer.

## Einwohner
Im 19. Jahrhundert verdoppelte sich die Einwohnerzahl von Holmsbu und erreichte im Jahre 1891 den Höhepunkt mit 467 Personen. Seitdem nimmt die Bevölkerungszahl kontinuierlich ab. Salmonsens Konversationsleksikon bezeichnete den Ort schon 1921 als „sehr unregelmäßige Siedlung aus niedrigen Holzhäusern, deren Anzahl am 1. Januar 1916 100 betrug.“ Noch immer „besteht die Bebauung überwiegend aus kleinen Holzhäusern, die oft von Gärten umgeben sind.“
| Jahr | Bevölkerung | Fläche km² | Quelle |
| ---- | ----------- | ---------- | ------ |
| 1801 | 200         |            | [ 4 ]  |
| 1815 | 200         |            | [ 4 ]  |
| 1825 | 226         |            | [ 4 ]  |
| 1845 | 293         |            | [ 4 ]  |
| 1855 | 327         |            | [ 4 ]  |
| 1865 | 400         |            | [ 4 ]  |
| 1875 | 433         |            | [ 5 ]  |
| 1891 | 467         |            | [ 6 ]  |
| 1900 | 407         |            | [ 7 ]  |
| 1910 | 406         |            | [ 8 ]  |
| 1920 | 402         |            | [ 8 ]  |
| 2000 | 306         | 0,46       | [ 9 ]  |
| 2005 | 351         | 0,55       | [ 9 ]  |
| 2011 | 341         | 0,67       | [ 9 ]  |
| 2015 | 306         | 0,41       | [ 9 ]  |
| 2020 | 291         | 0,40       | [ 9 ]  |
| 2024 | 266         | 0,42       | [ 9 ]  |

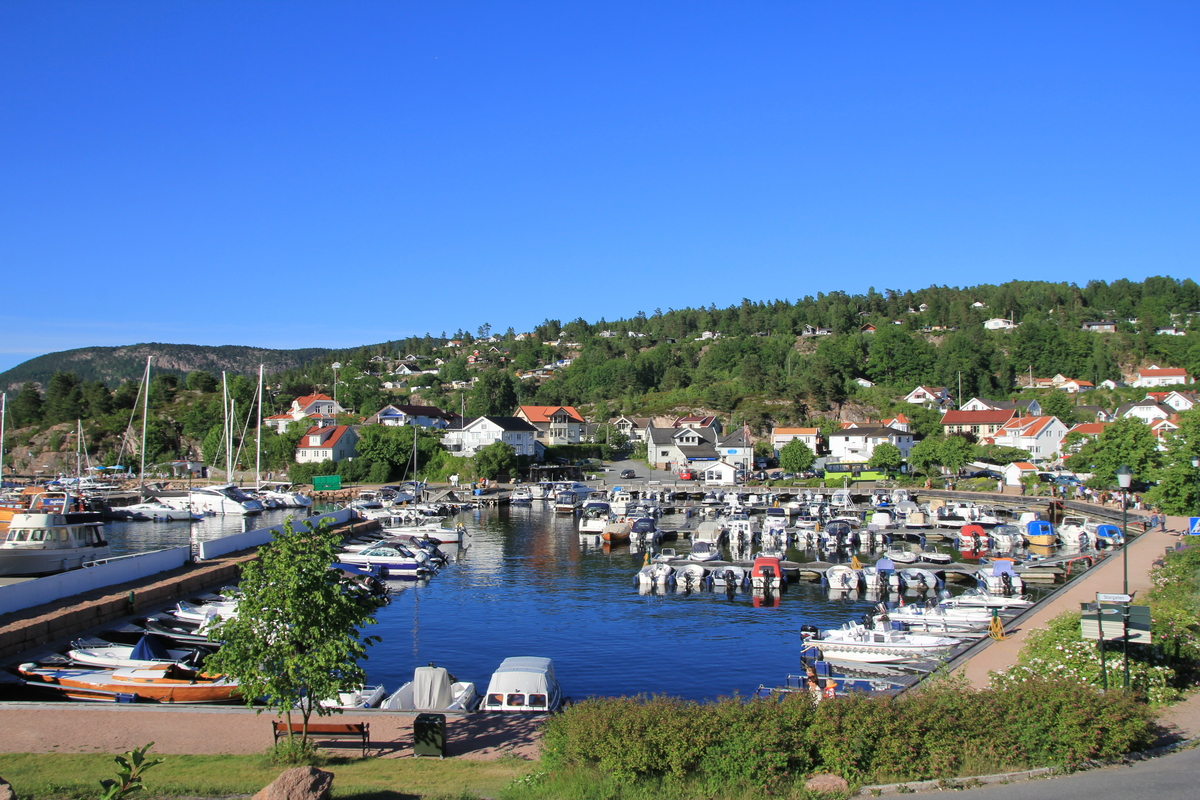
Hafen von Holmsbu

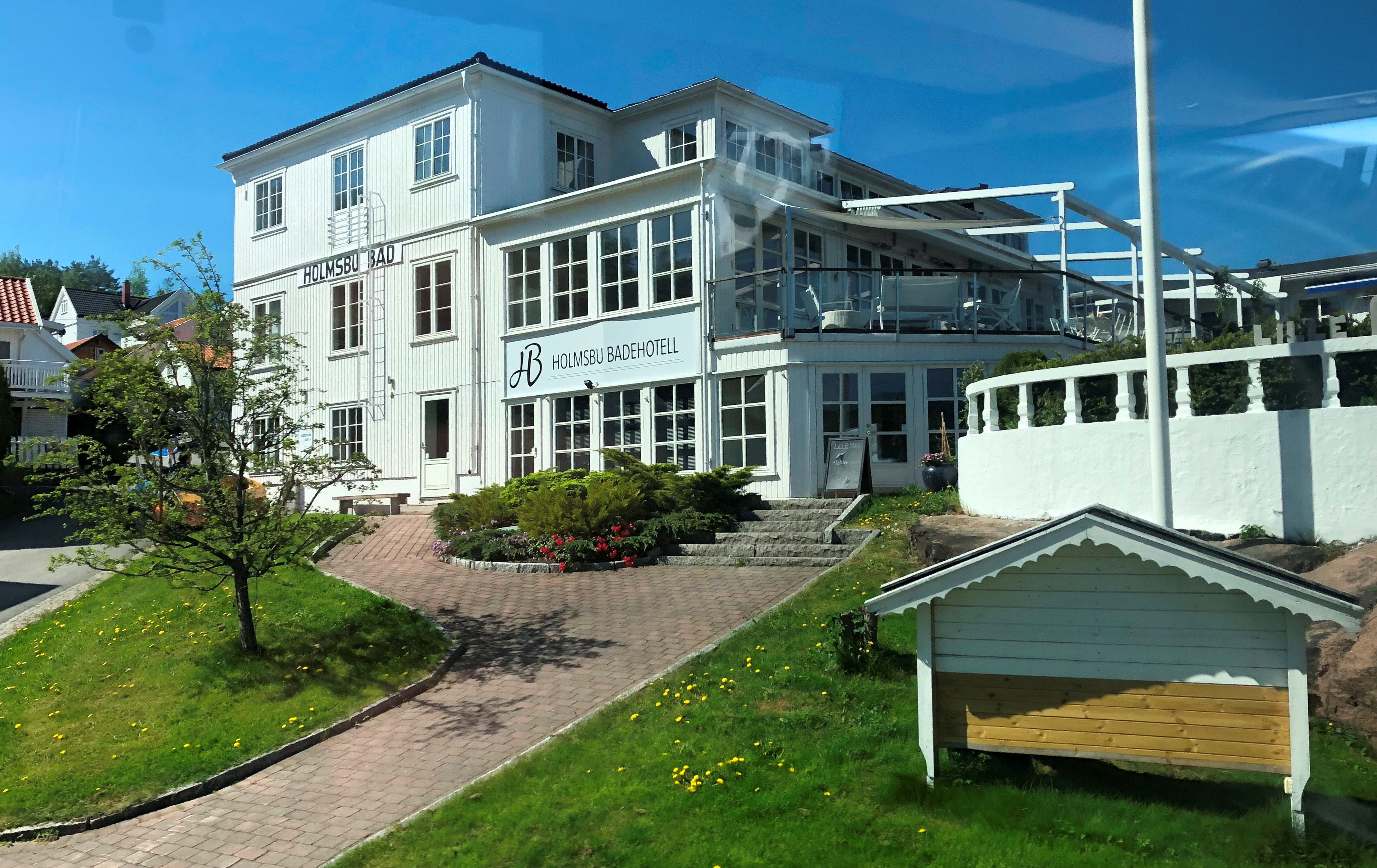
Holmsbu Bad Hotell, Foto 2018

Als Ladested trug Holmsbu die norwegische Kommunenummer 606 (so z. B. anlässlich der Volkszählung vom 3. Dezember 1900, bei der im Ort 210 Männer und 198 Frauen gezählt wurden). Als Tettsted wird Holmsbu seit 1965 vom Statistisk sentralbyrå unter der Nummer 2162 geführt.

## Geschichte

### Holzhandelsstadt
Im Mittelalter war im gesamten Hurumlandet die Salzsiederei ein wichtiger Wirtschaftszweig und die Grundsteuern wurden mit Salz bezahlt. „Ab dem 16. Jahrhundert wurde der Holzexport zum wichtigsten Nebengewerbe für die Bauern […] im Hurumlandet.“ Einige Bauern gelangten durch ihn zu großem Wohlstand, so auch der Besitzer des Hofs Holm in Holmsbu. Der älteste Teil dieses Bauernhauses stammt aus dem Jahr 1650; eine Tür im Barockstil ist denkmalgeschützt. Auch generell ist Holmsbu die Stadt mit den am besten erhaltenen Holzbauten in Hurumlandet. Dies obwohl Brände in den Jahren 1950 und 1962 zahlreiche alte Gebäude zerstörten.
1638 wurde das etwa 10 km Seeweg entfernte Holmestrand eine Ladested im Hoheitsbereich der Kjøpstad Tønsberg.S. 30 In der Folge wurde in Holmsbu Holz für Holmestrand verladen, unter Mitwirkung ortsansässiger Schiffer.S. 36 Schließlich wurde 1752 Holmestrand durch Friedrich V. zur selbständigen Kjøpstad erhoben.S. 47 Einige Jahre später, im Januar 1757, unterzeichnete Gouverneur Jacob Benzon in Christiania einen Privilegienbrief an den Kaufmann Gustavus Blom in Holmsbu: Durch ihn wurde Holmsbu zu einer Ladested mit eingeschränkten Handelsrechten (ladested med begrensa handelsrettigheter) unter der Hoheit von Holmestrand. 1777 wurde das Zollamt in Holmestrand für Holmsbu zuständig, statt des bisherigen Zollamtes Drøbak.

### Vereinigung mit Hurum

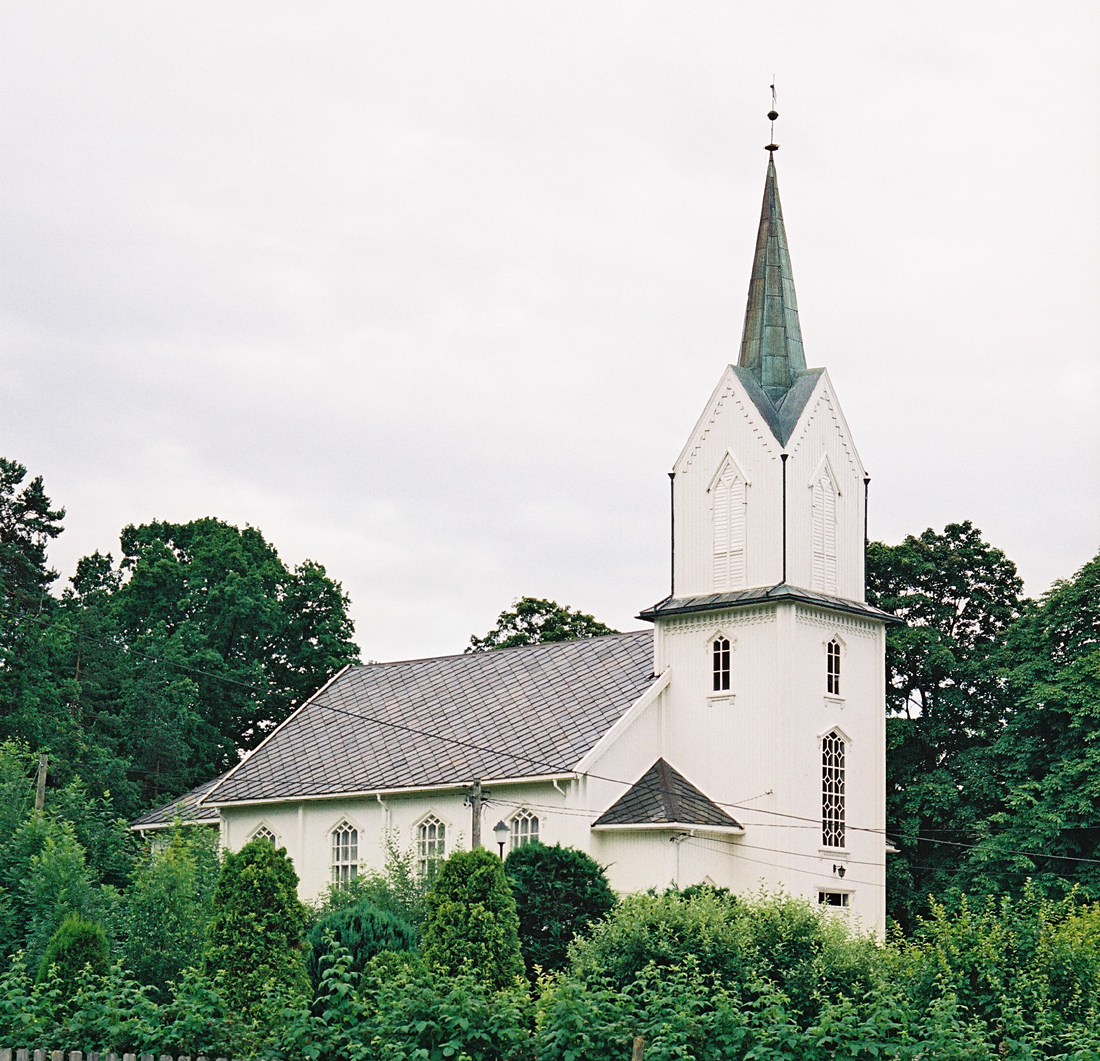
Holmsbu kirke

Durch die Formannskapslovene von 1837 wurde die kommunale Selbstverwaltung in Norwegen eingeführt, indem für die bestehenden Kirchengemeinden (Prestegjeld) jeweils Herredskommunen bzw. für die Städte Bykommunen eingerichtet wurden. Die Gesetze schrieben für eine Gemeinde die Mindestgröße von 50 stimmberechtigten Einwohnern vor. Wurde diese Zahl nicht erreicht, sollten zu kleine Bezirke mit größeren zusammengelegt werden. Die zu kleinen Ladesteder wären als Teil des sie umgebenden Landbezirks nach dessen Recht zu verwalten gewesen – als sogenannte kombinerte land- og kjøbstedskommuner (kombinierte Land- und Marktgemeinden).
Praktisch hatten die Ladesteder jedoch ein Wahlrecht: „Die Ladesteder können selbst entscheiden, ob sie kommunal mit dem benachbarten Landkreis fusionieren oder ein eigenes Präsidium und eine eigene Gemeindevertretung haben wollen. In diesem Fall sind sie verpflichtet, die für die Kjøbstæderne geltenden Regeln zu befolgen; 20 der 22 Ladesteder des Landes haben sich für die letztere Option entschieden, während nur Hvitsten und Holmsbu es vorgezogen haben, mit dem Landkreis zu fusionieren, in dem sie liegen.“ (1910)
Zehn Jahre später, 1847, wurde Holmsbu zu einer normalen Ladestad mit vollen Rechten (fikk fulle rettigheter), was aber nichts an der Integration von Holmsbu in die Gemeinde Hurum änderte.

### 19. und 20. Jahrhundert

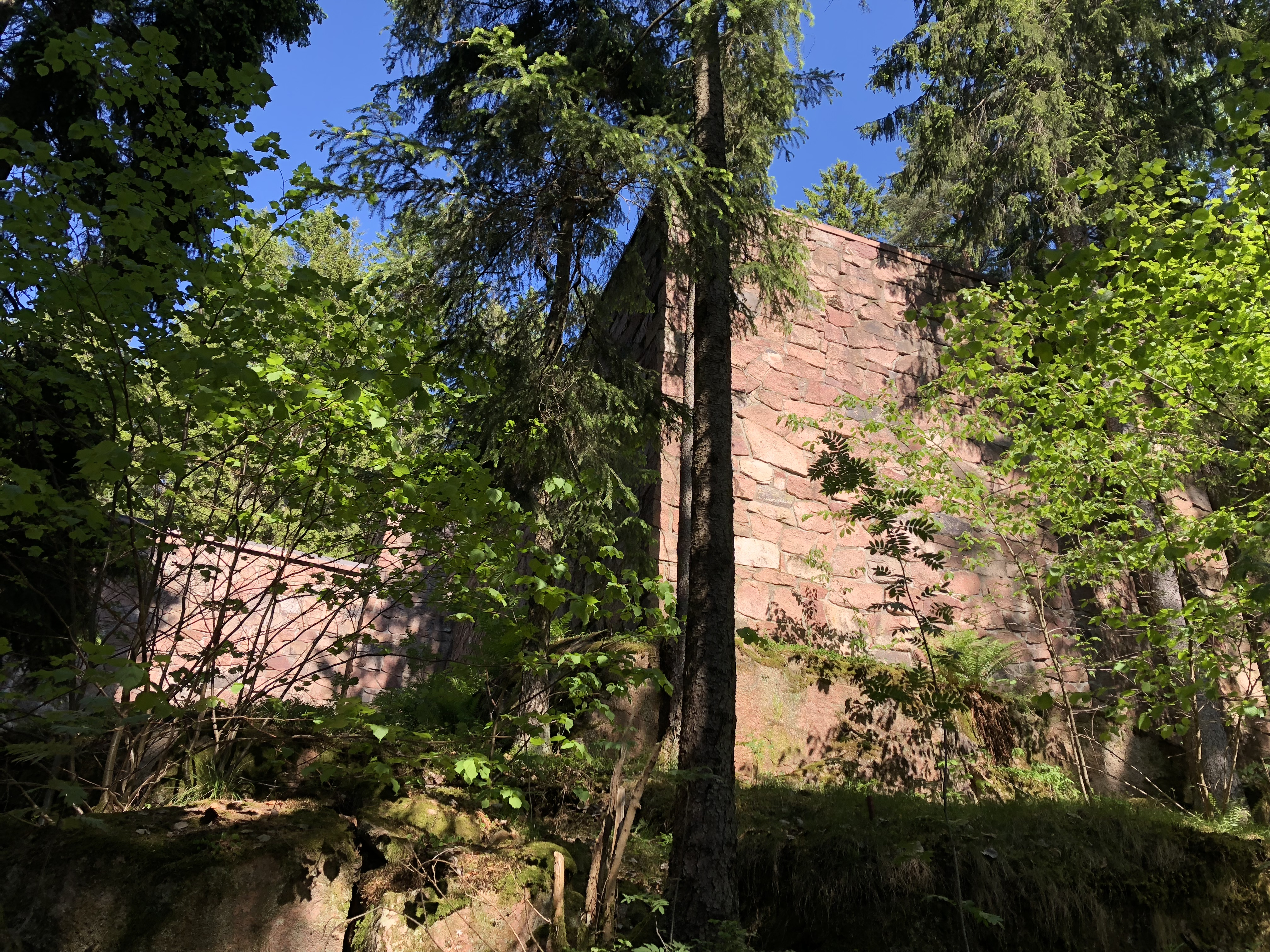
Holmsbu Billedgalleri

Im 19. Jahrhundert und bis in die 1920er Jahre verdienten die Männer von Holmsu „ihren Lebensunterhalt hauptsächlich als Seeleute und Fischer.“ Der Schiffsbau hatte hier Tradition; der Holmsbu-Kahn (oder Knivsvik-Kahn) ist eine spezielle Bootkonstruktion, die sich gut für die starken Strömungen im Drammensfjord eignet.
Weitere wichtige Wirtschaftszweige waren der Gartenbau und die Natureisgewinnung. 1868 wurde die erste Anlegestelle für Dampfschiffe errichtet, und in den folgenden Jahrzehnten wurde Holmsbu durch Schifffahrtslinien mit Drammen, Svelvik, Holmestrand, Horten, Moss, Drøbak und Oslo verbunden. Damit „begann der Sommertourismus in Hurum Fuß zu fassen, vor allem in der Gegend um Holmsbu, Rødtangen und Filtvet, mit Hotels am Meer und frühen Ferienhäusern.“ 1899 wurde das Holmsbu Badehotel errichtet, das 1922 abbrannte, aber wieder aufgebaut und seitdem mehrfach umgebaut und erweitert wurde.
Seit 1965 ist Holmsbu keine Ladested mehr; und am 1. Januar 2020 wurde Holmsbu, gemeinsam mit der gesamten Gemeinde Hurum, nach Asker eingemeindet. Gleichzeitig wurden die Fylker Buskerud (zu dem Hurum gehörte), Akershus und Østfold zur neu eingerichteten Fylke Viken zusammengeschlossen, durchaus gegen den Willen aller drei Regionalvertretungen (Fylkesting). Als am 1. Januar 2024 Viken wieder in die drei Fylke aufgespalten wurde, verblieb Hurum bei Asker und wechselte damit von Buskerud nach Akershus.

## Kunst

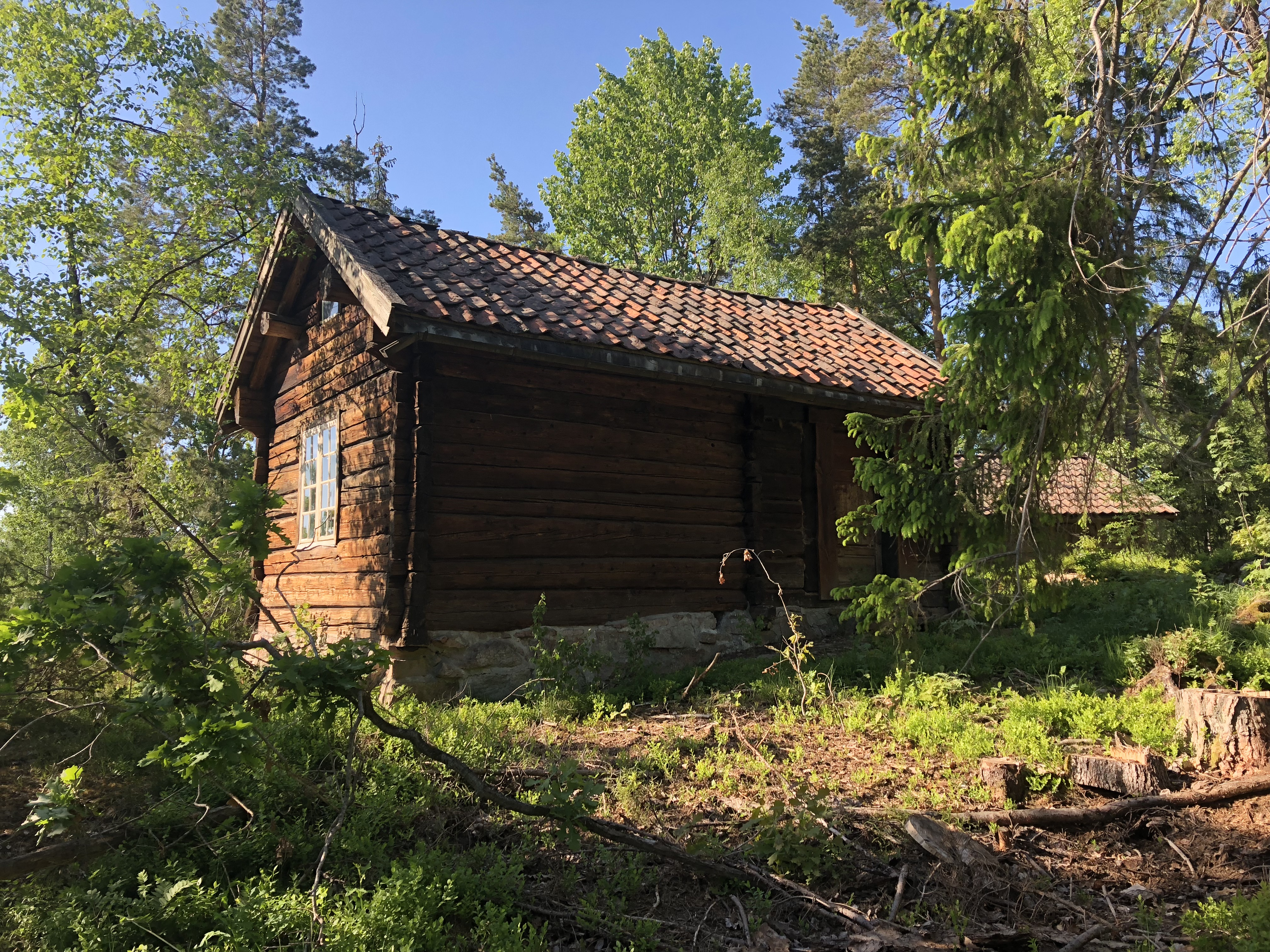
Holmsbu billedgalleri: Sörensens Hütte

Zwischen 1911 und 1962 war Holmsbu die Wahlheimat einer Künstlerkolonie, und die Maler, die sich hier für kürzere oder längere Zeit aufhielten, werden oft als „Holmsbumaler“ bezeichnet. Oluf Wold-Torne kam als erster bereits 1911 nach Holmsbu, sein Freund Henrik Sørensen zwei Jahre später. Sørensen verbrachte schließlich 37 Sommer im Ort, der weitere Maler anzog, unter ihnen Thorvald Erichsen, Aage Storstein, Willi Midelfart und Reidar Fritzvold.
Sørensens Grundstück in Holmsbu und Teile des künstlerischen Nachlasses gingen 1963 als Schenkung an die Gemeinde Hurum, die daraus das Museum Holmsbu Billedgalleri errichten ließ. Das preisgekrönte Gebäude des 1973 eröffneten und unter Denkmalschutz stehenden Museums wurde von Bjart Mohr entworfen. „Die Fassade ist mit rotem Hurum-Granit aus der Region verkleidet, und das Innere ist von der französischen Kunst des Mittelalters inspiriert. […] Das Museum beherbergt eine repräsentative Sammlung der Kunst von Henrik Sørensen sowie Gemälde von Oluf Wold-Torne und Thorvald Erichsen. Zum Museum gehören auch ein etwa zehn Hektar großes Grundstück und neun alte Blockhütten.“
Die Holmsbumaler haben auch in der Holmsbu Kirke ihre Spuren hinterlassen. Die hölzerne Langkirche aus dem Jahr 1887 mit einer Grabkapelle von 1928 wurde auf Initiative von Henrik Sørensein in den 1950er und 1960er Jahren reich dekoriert, u. a. durch Sørensen selbst, Storstein, Midelfart und Wold-Torne. Die Holmsbu Kirke gehört (wie auch jene von Filtvet) zum Kirchspiel (Sogn) Søndre Hurum in der Propstei Lier der Diözese Tunsberg.

## Etymologie
Der Ort wurde nach dem Hof Holm benannt, auf dessen Land ein Großteil der Siedlung liegt. Das Suffix bo, altnordisch búð, bedeutet eine (kleine) Hütte oder einen Lagerraum (auch speziell für Lebensmittel). Im Falle des Holm-Hofes handelte es sich um Lager von Salz, das schon im Mittelalter in Holmsbu gesiedet wurde. Der Ort wurde 1669 als Hollmbsboe bezeichnet, und später auf Dänisch Holmsboe. Ältere norwegische Quellen nennen den Ort Holmsbo, so z. B. noch Norges statskalender von 1884.
Auf einigen älteren Karten findet sich der Name Holmsund. Dieser rührt daher, dass sich der Drammensfjord vor dem Holm-Hof zu einer Meerenge verengt.